# Svartträsket (Överkalix socken, Norrbotten, 737084-182810)
Svartträsket är en sjö i Överkalix kommun i Norrbotten och ingår i Sangisälvens huvudavrinningsområde. Sjön har en area på 0,0579 kvadratkilometer och ligger 96 meter över havet. Sjön avvattnas av vattendraget Svartträskbäcken.

## Delavrinningsområde
Svartträsket ingår i det delavrinningsområde (737126-182801) som SMHI kallar för Mynnar i Tjärasbäcken. Medelhöjden är 132 meter över havet och ytan är 6,55 kvadratkilometer. Det finns inga avrinningsområden uppströms utan avrinningsområdet är högsta punkten. Svartträskbäcken som avvattnar avrinningsområdet har biflödesordning 3, vilket innebär att vattnet flödar genom totalt 3 vattendrag innan det når havet efter 54 kilometer. Avrinningsområdet består mestadels av skog (88 procent). Avrinningsområdet har 0,06 kvadratkilometer vattenytor vilket ger det en sjöprocent på 0,9 procent.